# تشارلز كيلوغ (سياسي أمريكي)
تشارلز كيلوغ هو سياسي أمريكي، ولد في 4 ديسمبر 1839، وتوفي في 1903. نشط حزبياً في الحزب الجمهوري. وقد انتخب عضو مجلس ولاية نيويورك ‏.